# Buzitka
Buzitka (węg. Bozita) – wieś (obec) na Słowacji położona w kraju bańskobystrzyckim, w powiecie Łuczeniec. Pierwsze wzmianki o miejscowości pochodzą z roku 1350. 
Według danych z dnia 31 grudnia 2012, wieś zamieszkiwało 528 osób, w tym 256 kobiet i 272 mężczyzn.
W 2001 roku rozkład populacji względem narodowości i przynależności etnicznej wyglądał następująco:
- Słowacy – 89,41%
- Czesi – 2,08%
- Węgrzy – 8,51%

Ze względu na wyznawaną religię struktura mieszkańców kształtowała się w 2001 roku następująco:
- Katolicy rzymscy – 72,21%
- Grekokatolicy – 0,19%
- Ewangelicy – 9,83%
- Ateiści – 12,48%
- Nie podano – 4,16%